# Sasha Grey
Sasha Grey, nom artístic de Marina Ann Hantzis (Sacramento, Califòrnia, 14 de març de 1988) és una actriu, música, model i antiga actriu pornogràfica estatunidenca. Va començar la seva carrera com a actriu a la indústria pornogràfica, guanyant 15 premis per la seva feina entre els anys 2007 i 2010, inclòs el Premi AVN a millor actriu l'any 2008. Posteriorment, es va retirar del món del porno.
El 2009 va protagonitzar la pel·lícula The Girlfriend Experience, de Steven Soderbergh, i al 2014 la pel·lícula Open Windows, de Nacho Vigalondo, i a més també ha format part de la sèrie d'HBO Entourage i ha aparegut a videoclips musicals, documentals, campanyes publicitàries i revistes.
Va ser cofundadora, cantant i lletrista del projecte de música industrial aTelecine.
El 2013 va publicar la primera novel·la de la trilogia La societat Juliette, de temàtica eròtica.

## Biografia
Sasha Grey neix al nord de Califòrnia, a la ciutat de Sacramento. Amb ascendència grega, irlandesa i polonesa, Grey era una bona estudiant que acabà els seus estudis a casa. A 16 anys, té la seva primera experiència sexual.
El 2006 es trasllada a Los Angeles on comença la seva carrera com a actriu porno, tot just fer 18 anys. La seva primera escena fou una orgia amb Rocco Siffredi a la pel·lícula The Fashionistas 2 de John Stagliano. Durant l'escena, Grey deixà perplex a tothom quan demanà a Siffredi si podia donar-li un cop de puny a l'estómac, petició que l'actor rebutjà.
Declarada bisexual, tant en pantalla com a la vida real, Grey també ha assegurat que és fan de l'actriu Belladonna amb qui ha actuat a Fetish Fanatic #4 i the unreleased Awakening of Sasha Grey.
La seva carrera començà, quan poc després de fer 18 anys, Grey va contactar amb un agent de càsting de pel·lícules per a adults per internet. Ell acceptà representar-la i la recomanà a diferents directors assegurant que era capaç de realitzar diferents actes sexuals. En l'actualitat, Sasha Grey ha obert la seva pròpia agència, en la qual es representa a si mateixa i en la qual es dedica a la caça de noies joves amb talent per fer pel·lícules pornogràfiques.
El 2006, Grey fou nomenada pel Los Angeles Magazine com la nova Jenna Jameson i el 2007 guanyava dos premis AVN per la seva interpretació a Fuck Slaves i Fashionistas Safado: The Challenge. Més enllà del cinema per a adults, Grey també és coneguda pel seu projecte de música alternativa ATelecine. Concretament, l'actriu s'ha mostrat interessada en l'existencialisme dins del món del cinema per a adults. Un altre projecte seu és el de dirigir cinema independent així com un documental sobre els seus coneixements en el cinema porno.

## Premis
- 2007: AVN Award pel millor trio – Fuck Slaves (conjuntament amb Sandra Romain i Manuel Ferrara)[7]
- 2007: AVN Award per la millor escena de sexe grupal – Fashionistas Safado: The Challenge[7]
- 2007: Premis XRCO pel millor New Starlet[8]
- 2007: Adultcon Top 20 Adult Actresses[9]
- 2008: AVN Award - millor escena de sexe oral – Babysitters[10]
- 2008: AVN Award - millor actriu[10]
- 2008: Premi XRCO - millor actriu[11]
- 2009: Premi XRCO - Mainstream Adult Favorite[12]
- 2010: AVN Award - millor escena de sexe anal - Anal Cavity Search 6[13]
- 2010: AVN Award - millor escena de sexe oral - Throat: A Cautionary Tale[13]
- 2010: AVN Award - The Jenna Jameson Crossover Star of the Year[13]
- 2010: Premis XBIZ – Crossover Star of the Year[14]
- 2010: Premi XRCO - Mainstream Adult Media Favorite[15]
- 2010: Premis F.A.M.E. - Favorite Oral Starlet[16]

## Obres

### Pel·lícules
| Any  | Títol                       | Rol                       |
| ---- | --------------------------- | ------------------------- |
| 2007 | Homo Erectus                | Noia de les cavernes      |
| 2007 | Broken                      | Ella mateixa              |
| 2008 | 9 to 5 – Days in Porn       | Documental                |
| 2009 | The Girlfriend Experience   | Chelsea / Christine Brown |
| 2009 | Smash Cut                   | April Carson              |
| 2010 | Quit                        | Mini-mart clerk           |
| 2011 | I Melt With You             | Raven                     |
| 2011 | Skinny Dip                  | Holly Haven               |
| 2012 | The Girl from the Naked Eye | Lena                      |
| 2012 | Would You Rather            | Amy                       |
| 2014 | Open Windows                | Jill Goddard              |
| 2014 | The Scribbler               | Bunny                     |
| 2015 | Hot Girls Wanted            | Documental                |

### Televisió
| Any  | Títol                      | Rol          |                     |
| ---- | -------------------------- | ------------ | ------------------- |
| 2009 | Porn: Business of Pleasure | Documental   | CNBC TV Documentary |
| 2010 | Entourage                  | Ella mateixa | 6 episodis          |
| 2013 | Durch die Nacht mit …      | Documental   | 1 episodi           |

### Llibres
| Any  | Títol                                       |
| ---- | ------------------------------------------- |
| 2011 | Neü Sex                                     |
| 2013 | La societat Juliette                        |
| 2016 | The Juliette Society II - The Janus Chamber |
| 2018 | The Juliette Society III - The Mismade Girl |

### Videoclips
| Any  | Títol         | Rol           | Músics                |
| ---- | ------------- | ------------- | --------------------- |
| 2008 | Birthday Girl | Birthday Girl | The Roots             |
| 2008 | Superchrist   | Ballarina     | The Smashing Pumpkins |
| 2011 | Space Bound   | Noia          | Eminem                |
| 2014 | Toxic         | Vilana        | David J               |

### Videojocs
| Any  | Títol                       | Rol            |     |
| ---- | --------------------------- | -------------- | --- |
| 2011 | Saints Row: The Third       | Viola DeWynter | Veu |
| 2015 | Saints Row: Gat Out of Hell | Viola DeWynter | Veu |